# Graptomyza oceanica
Graptomyza oceanica är en tvåvingeart som beskrevs av Tokuichi Shiraki 1963. Graptomyza oceanica ingår i släktet Graptomyza och familjen blomflugor. Inga underarter finns listade i Catalogue of Life.